# FICON
FICON es una interfaz desarrollada por IBM siendo la evolución de la interfaz ESCON, esto se produce debido a las limitaciones en cuanto a la cantidad de canales que se podían establecer. Actualmente existe una nueva generación llamada FICON Express4 la cual puede lograr velocidades de 4 Gbps con autonegociación y 1 a 2 Gbps naturalmente con switches, directores y dispositivos de almacenamiento; con conexiones de 4 a 10 km usando fibra óptica en monomodo. El mismo incrementa la performance comparada con el FICON Express2. 